# 11.º Ejército (Alemania)
El 11.º Ejército (en alemán 11. Armee) fue una unidad militar del Ejército alemán, con nivel orgánico de ejército, que estuvo activa durante la Primera Guerra Mundial y durante la Segunda Guerra Mundial, en este segundo caso integrada en la Wehrmacht. En ambas guerras participó en diversas batallas, estando al mando de destacados militares alemanes.

## Primera Guerra Mundial

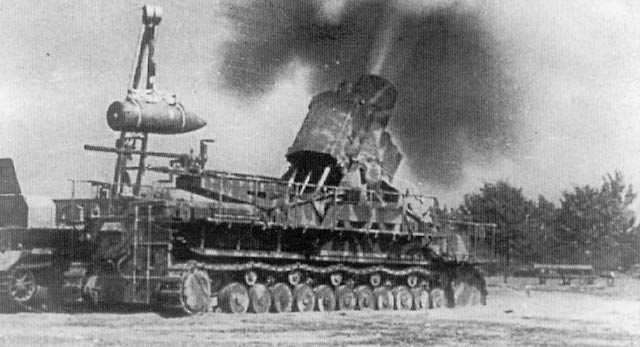
Imagen de la Segunda Guerra Mundial. Fecha: 1944

El 11.º Ejército quedó formado a principios de 1915. Su primera actuación de combate fue en el Frente Occidental, durante la Segunda Batalla de Ypres, manteniendo la línea alemana contra el ataque de los Aliados.
El 22 de abril de 1915 el 11.º Ejército fue transferido al Frente Oriental, siendo colocado junto con el 4.º Ejército austrohúngaro bajo el mando del general August von Mackensen, emplazándose en el sector Gorlice-Tarnów, al sur del río Vístula. En julio de 1915, el 11.º Ejército avanzó contra el territorio ruso, tomando parte en la ofensiva general alemana.
El 11.º Ejército siguió luchando en el Frente Oriental hasta la firma del armisticio en 1917 con Rusia, en el Tratado de Brest-Litovsk, tras lo que fue desplegado de nuevo en el Frente Occidental, participando en la Ofensiva de Primavera alemana de la primavera de 1918.
Después de la rendición alemana en noviembre de 1918, el 11.º Ejército fue disuelto.

## Segunda Guerra Mundial
El 11.º Ejército fue nuevamente activado en 1940 para prepararse para tomar parte en el inminente ataque alemán a la Unión Soviética.

### Operación Barbarroja
El 11.º Ejército formaba parte del Grupo de Ejércitos Sur cuando se produjo la invasión de la Unión Soviética en la Operación Barbarroja, en julio de 1941, y se hallaba bajo el mando del general Eugen Ritter von Schobert. En septiembre de 1941, Erich von Manstein fue designado como nuevo comandante de 11.º Ejército, puesto que su antecesor, Ritter von Schobert, había fallecido cuando su avión aterrizó en un campo de minas ruso. Durante todo el avance a lo largo de 1941 por territorio soviético, se le encargó al 11.º Ejército la invasión de Crimea y la persecución de las tropas del Ejército Rojo en el flanco del Grupo de Ejércitos Sur.

### Orden de batalla en la Operación Barbarroja
Composición del 11.º Ejército: comandante en jefe, general Eugen Ritter von Schobert.
- 22.ª División de Infantería (general Theodor Graf von Sponeck).[1]
- 72.ª División de Infantería (teniente general Mattenklot).[1]
- XI Cuerpo de Ejército (general J. von Kortzfleisch).[1]
  - 76.ª División de Infantería (general Maximilian de Angelis).[1]
  - 239.ª División de Infantería (general F. Neuling).[1]
  - 1.ª División Blindada rumana.
  - 6.ª División de Caballería rumana.
- XXX Cuerpo de Ejército (general Hans von Salmuth).[1]
  - 198.ª División de Infantería (general Roettig).[1]
  - 8.ª División de Infantería rumana.[1]
  - 13.ª División de Infantería rumana.
  - 14.ª División de Infantería rumana.[1]
- LVI Cuerpo de Ejército (general Erik Oskar Hansen).[1]
  - 50.ª División de Infantería (general K. Hollit).[1]
  - 170.ª División de Infantería (general W. Wittke).[1]
  - 5.ª División de Infantería rumana.
- 1.º Cuerpo de Montaña rumano (general Gheorghe Arramescu).[1]

### Sitio de Sebastopol
El 11.º Ejército combatió en Ucrania desde 1941 hasta el verano de 1942, participando en el primer ataque en Crimea (la Primera Batalla de Crimea) y poniendo luego sitio a Sebastopol (sitio de Sebastopol). Por ese motivo no participó finalmente en el Fall Blau cuando el Grupo de Ejércitos Sur atacó en el sur hacia Stalingrado y el Cáucaso. El 11.º Ejército aisló a los rusos del mar, sellando así el destino de los restantes defensores soviéticos. Aproximadamente 100.000 prisioneros de guerra fueron capturados en la batalla.
Por su éxito en esta batalla, Manstein fue ascendido a mariscal. Adolf Hitler autorizó también el uso del llamado Escudo de Crimea para conmemorar los esfuerzos del 11.º Ejército.
Manstein recomendó que el 11.º Ejército atravesase el estrecho de Kerch y avanzase hacia el Kuban para apoyar la toma de Rostov del Don, o bien que pasase a ser l reserva del Grupo de Ejércitos Sur. Por el contrario, se decidió que pate del 11.º Ejército, con su tren de sitio pesado, fuese transferida al Grupo de Ejércitos Norte. Solicitado para supervisar la toma de Leningrado (sitio de Leningrado), Manstein partió con ellos. El resto de 11.º Ejército fue distribuido entre el Grupo de Ejércitos Centro y el Grupo de Ejércitos Sur. El cuartel general del 11.º Ejército fue disuelto el 21 de noviembre de 1942, pasando a formar parte del recién creado Grupo de Ejércitos del Don.
Orden de batalla durante el sitio de Sebastopol
Durante el sitio de Sebastopol el 11.º Ejército contaba con 9 divisiones de infantería alemanas (incluyendo las 2 que recibió durante la batalla), divididos en dos cuerpos de ejército, junto con dos divisiones de fusileros del Ejército rumano, además de varios elementos de apoyo, incluyendo 150 carros de combate, varios centenares de aviones, así como una de las más poderosas concentraciones de artillería de la Wehrmacht.
- LIV Cuerpo de Ejército alemán
  - 22.ª División de Infantería alemana - al mando del General der Infanterie Ludwig Wolff
  - 24.ª División de Infantería alemana
  - 50.ª División de Infantería alemana
  - 132.ª División de Infantería alemana
- XXX Cuerpo de Ejército alemán - al mando del General der Infanterie Hans von Salmuth
  - 28.ª División Ligera alemana
  - 72.ª División de Infantería alemana
  - 170.ª División de Infantería alemana
- I Cuerpo de Ejército de Montaña rumano
  - 1.ª División de Montaña rumana
  - 4.ª División de Montaña rumana
  - 18.ª División de Infantería rumana

### Comandantes
| N.º | Retrato | Comandante                                          | Desde                    | Hasta                    |
| --- | ------- | --------------------------------------------------- | ------------------------ | ------------------------ |
| 1   |         | Generaloberst Eugen Ritter von Schobert (1883-1941) | 5 de octubre de 1940     | 12 de septiembre de 1941 |
| 2   |         | Generalfeldmarschall Erich von Manstein (1887-1973) | 12 de septiembre de 1941 | 21 de noviembre de 1942  |
| 3   |         | SS-Obergruppenführer Felix Steiner (1896-1966)      | 28 de enero de 1945      | 5 de marzo de 1945       |
| 4   |         | General der Infanterie Otto Hitzfeld (1898-1990)    | 2 de abril de 1945       | 8 de abril de 1945       |
| 5   |         | General der Artillerie Walther Lucht (1882-1949)    | 8 de abril de 1945       | 23 de abril de 1945      |